# Gaudí al millor vestuari
La següent llista és la de les candidatures nominades i guanyadores del Premi Gaudí al Millor vestuari, des de l'any 2010, quan es van incorporar a la resta de premis del palmarès.

## Palmarès
| Premiat           | Premis | Nominacions |
| ----------------- | ------ | ----------- |
| Mercè Paloma      | 5      | 4           |
| Rosa Tharrats     | 2      | 0           |
| Vinyet Escobar    | 1      | 5           |
| Maria Gil         | 1      | 4           |
| Alberto Valcárcel | 1      | 2           |
| Ariadna Papió     | 1      | 2           |
| Sonia Segura      | 1      | 1           |

### Dècada dels 2010
| Any  | Persones                               | Pel·lícula                   |
| ---- | -------------------------------------- | ---------------------------- |
| 2010 | Bina Daigeler                          | La dona de l'anarquista      |
| 2010 | Antonio Belart                         | The frost                    |
| 2010 | Natalia Ferreiro                       | Trash                        |
| 2010 | Laia Muñoz i Rosa Planas               | Xtrems                       |
| 2011 | Mercè Paloma                           | Pa negre                     |
| 2011 | Ariadna Papió                          | Agnòsia                      |
| 2011 | Maria Gil                              | El gran Vázquez              |
| 2011 | Tatiana Hernández                      | Lope                         |
| 2012 | Ariadna Papió                          | Bruc. La llegenda            |
| 2012 | Pere Abadal                            | Mil cretins                  |
| 2012 | Marian Coromina                        | Mentre dorms                 |
| 2012 | María Gil                              | Eva                          |
| 2013 | Paco Delgado                           | Blancaneu                    |
| 2013 | Elena Ballester                        | Any de Gràcia                |
| 2013 | María Gil i Sonia Segura               | El bosc                      |
| 2013 | Anna Güell                             | Una pistola a cada mà        |
| 2014 | Lourdes Pérez i Rosa Tharrats          | Història de la meva mort     |
| 2014 | Núria Anglada                          | Fill de Caín                 |
| 2014 | Patricia Monné                         | Grand piano                  |
| 2014 | Olga Rodal                             | Los ultimos días             |
| 2015 | Mercè Paloma                           | Stella Cadente               |
| 2015 | Anna Güell                             | Rastres de sàndal            |
| 2015 | Elena Ballester                        | Born                         |
| 2015 | Vinyet Escobar                         | 10.000 km                    |
| 2016 | María Gil i Sonia Segura               | El Rey de La Habana          |
| 2016 | Arantxa Ezquerro i Miriam Doz          | La novia                     |
| 2016 | Cristina Rodríguez                     | Anacleto: Agent secret       |
| 2016 | Loles García Galeán                    | Palmeras en la nieve         |
| 2017 | Nina Avramovic                         | La mort de Lluís XIV         |
| 2017 | Ariadna Papió                          | Gernika                      |
| 2017 | Mercè Paloma                           | The chosen                   |
| 2017 | Steven Noble                           | A monster calls              |
| 2018 | Mercè Paloma                           | Incerta glòria               |
| 2018 | Anna Aguilà                            | Estiu 1993                   |
| 2018 | Mercè Paloma                           | La llibreria                 |
| 2018 | Vinyet Escobar                         | Anchor and Hope              |
| 2019 | Mercè Paloma                           | El fotògraf de Mauthausen    |
| 2019 | Alberto Valcárcel i Cristina Rodríguez | Superlópez                   |
| 2019 | Clara Bilbao                           | La sombra de la ley          |
| 2019 | Vinyet Escobar                         | Viaje al cuarto de una madre |

### Dècada dels 2020
| Any                           | Persones               | Pel·lícula                     |
| ----------------------------- | ---------------------- | ------------------------------ |
| 2020                          | Rosa Tharrats          | Liberté                        |
| 2020                          | Desirée Guirao         | La hija de un ladrón           |
| 2020                          | Mercè Paloma           | Elisa y Marcela                |
| 2020                          | Vinyet Escobar         | Quien a hierro mata            |
| 2021                          | Mercè Paloma           | La vampira de Barcelona        |
| 2021                          | Anna Güell             | Sentimental                    |
| 2021                          | Arantxa Ezquerro       | Las niñas                      |
| 2021                          | Patricia Monné         | Adú                            |
| 2022                          | Vinyet Escobar         | Las leyes de la frontera       |
| 2022                          | Susy Gómez i Pau Aulí  | El ventre del mar              |
| 2022                          | Alberto Valcárcel      | Love Gets a Room               |
| 2022                          | Alba Costa             | Sis dies corrents              |
| 2023                          | Alberto Valcárcel      | Los renglones torcidos de Dios |
| 2023                          | Anna Aguilà            | Alcarràs                       |
| 2023                          | Práxedes de Vilallonga | Pacifiction                    |
| 2023                          | Vinyet Escobar         | Mantícora                      |
| 2024                          | Lala Huete             | Saben aquell                   |
| 2024                          | Isis Velasco           | Te estoy amando locamente      |
| 2024                          | María Armengol         | El maestro que prometió el mar |
| 2024                          | Mercè Paloma           | La contadora de películas      |
| 2025                          |                        |                                |
| Olga Rodal i Irantzu Ortiz    | El 47                  |                                |
| Catherine Marchand i Pau Aulí | L'abadessa             |                                |
| Pau Aulí                      | Polvo serán            |                                |
| Lourdes Fuentes               | Segundo premio         |                                |